# Nikita Koerbanov
Nikita Aleksandrovitsj Koerbanov (Russisch: Никита Александрович Курбанов) (Moskou, 5 oktober 1986) is een professionele basketbalspeler die speelt voor het nationale team van Rusland. Hij kreeg de onderscheiding Meester in de sport van Rusland, Internationale Klasse.

## Carrière
Koerbanov begon zijn carrière bij CSKA Moskou in 2002. Met die club won hij het Landskampioenschap van Rusland in 2005, 2006, 2007, 2010, 2012, 2016, 2017, 2018, 2019, 2021, 2024 en 2025. Ook werd hij Bekerwinnaar van Rusland in 2005, 2006, 2007 en 2010. Met CSKA won hij in 2006 de finale van de EuroLeague van Maccabi Elite Tel Aviv uit Israël met 73-69. Na twee keer verhuurd te zijn geweest ging Koerbanov spelen voor Spartak Sint-Petersburg in 2012. In 2013 stapte hij over naar UNICS Kazan. In 2014 verhuisde Koerbanov naar Lokomotiv-Koeban Krasnodar. In 2015 keerde Koerbanov terug bij CSKA Moskou. In 2016 won koerbanov met CSKA de finale van de EuroLeague. Ze wonnen van Fenerbahçe uit Turkije met 101-96 na verlenging. In 2019 stond Koerbanov met CSKA weer in de finale van de EuroLeague. Ze wonnen van Anadolu Efes uit Turkije met 91-83.
Koerbanov speelde met Rusland op het Europees kampioenschap 2009, 2015 en 2017.

## Erelijst
- Landskampioen Rusland: 12
  - Winnaar: 2005, 2006, 2007, 2010, 2012, 2016, 2017, 2018, 2019, 2021, 2024, 2025
  - Tweede: 2022
  - Derde: 2023
- Bekerwinnaar Rusland: 4
  - Winnaar: 2005, 2006, 2007, 2010
- VTB United League: 9
  - Winnaar: 2010, 2012, 2016, 2017, 2018, 2019, 2021, 2024, 2025
- EuroLeague: 3
  - Winnaar: 2006, 2016, 2019
  - Runner-up: 2007, 2012